# Joseph Zenon Daigle
Pour les articles homonymes, voir Daigle.
Joseph Zenon Daigle, né le 23 juin 1934 à Saint-Charles au Nouveau-Brunswick, est un avocat et un homme politique canadien et un ancien politicien et juge en chef du Nouveau-Brunswick.

## Biographie
Joseph Zenon Daigle est né le 23 juin 1934 à Saint-Charles, au Nouveau-Brunswick. Son père est Antoine J. Daigle et sa mère est Laura Daigle. Il étudie à l'Université Saint-Joseph de Memramcook, à l'Université du Nouveau-Brunswick et à l'Université de Paris. Il épouse Rhea April le 3 septembre 1960 et le couple a quatre enfants.
Il est député de Kent-Nord à l'Assemblée législative du Nouveau-Brunswick de 1974 à 1982 en tant que libéral.
D'origine acadienne, Daigle est né à Saint-Charles, au Nouveau-Brunswick, et a fait ses études dans sa province natale. Il a obtenu un baccalauréat ès arts du Collège St. Joseph et un baccalauréat en droit civil de l'Université du Nouveau-Brunswick avant d'étudier le droit international public à l'Université de Paris en France. Il s'est lancé dans la pratique privée en 1960 et a été juge à la Cour provinciale de 1967 à 1974, date à laquelle il est entré en politique.
Lors des élections générales de 1974 au Nouveau-Brunswick, Daigle a été élu à l'Assemblée législative en tant que candidat du Parti libéral pour la nouvelle circonscription de Kent Nord. En 1978, il devient chef du Parti libéral provincial et assume le rôle de chef de l'opposition à l'Assemblée.
Lors des élections de 1978, Daigle a été personnellement réélu tout en menant son parti à une faible perte. Ses libéraux ont recueilli 44,36 pour cent du vote populaire, à peine 0,03 pour cent de moins que les progressistes-conservateurs vainqueurs, et ont remporté 28 sièges contre 30 pour les conservateurs.
Daigle revient à la pratique du droit. En 1982, il a été nommé juge de la Cour du Banc de la Reine du Nouveau-Brunswick et en a été nommé juge en chef en 1994. Il a été nommé juge en chef du Nouveau-Brunswick en 1998, jusqu'en 2003, date à laquelle il a été élu surnuméraire.
En 2004, le gouvernement du Canada a nommé Daigle président de sa Commission de délimitation des circonscriptions électorales de Miramichi et Acadie—Bathurst, qui a réglé avec succès ce qui était devenu une question politique litigieuse.
En décembre 2015, il a été nommé membre de l'Ordre du Canada.